# Saint-Rémy-la-Vanne
Saint-Rémy-la-Vanne és un municipi francès, situat al departament de Sena i Marne i a la regió de Illa de França. L'any 2007 tenia 922 habitants.
Forma part del cantó de Coulommiers, del districte de Provins i de la Comunitat de comunes dels Deux Morin.

## Demografia

### Població
El 2007 la població de fet de Saint-Rémy-la-Vanne era de 922 persones. Hi havia 340 famílies, de les quals 72 eren unipersonals (8 homes vivint sols i 64 dones vivint soles), 102 parelles sense fills, 136 parelles amb fills i 30 famílies monoparentals amb fills.
La població ha evolucionat segons el següent gràfic:
Habitants censats

### Habitatges
El 2007 hi havia 406 habitatges, 342 eren l'habitatge principal de la família, 35 eren segones residències i 29 estaven desocupats. 388 eren cases i 15 eren apartaments. Dels 342 habitatges principals, 295 estaven ocupats pels seus propietaris, 42 estaven llogats i ocupats pels llogaters i 6 estaven cedits a títol gratuït; 3 tenien una cambra, 14 en tenien dues, 51 en tenien tres, 76 en tenien quatre i 197 en tenien cinc o més. 278 habitatges disposaven pel capbaix d'una plaça de pàrquing. A 129 habitatges hi havia un automòbil i a 190 n'hi havia dos o més.

### Piràmide de població
La piràmide de població per edats i sexe el 2009 era:
| Homes | Edats   | Dones |
| ----- | ------- | ----- |
| 0     | 95 o +  | 0     |
| 0     | 90 a 94 | 0     |
| 0     | 85 a 89 | 12    |
| 4     | 80 a 84 | 4     |
| 16    | 75 a 79 | 0     |
| 12    | 70 a 74 | 20    |
| 16    | 65 a 69 | 12    |
| 24    | 60 a 64 | 32    |
| 20    | 55 a 59 | 12    |
| 24    | 50 a 54 | 24    |
| 40    | 45 a 49 | 28    |
| 24    | 40 a 44 | 40    |
| 48    | 35 a 39 | 48    |
| 20    | 30 a 34 | 24    |
| 20    | 25 a 29 | 20    |
| 16    | 20 a 24 | 4     |
| 40    | 15 a 19 | 32    |
| 28    | 10 a 14 | 40    |
| 20    | 5 a 9   | 40    |
| 8     | 0 a 4   | 16    |

## Economia
El 2007 la població en edat de treballar era de 610 persones, 457 eren actives i 153 eren inactives. De les 457 persones actives 412 estaven ocupades (219 homes i 193 dones) i 46 estaven aturades (21 homes i 25 dones). De les 153 persones inactives 60 estaven jubilades, 55 estaven estudiant i 38 estaven classificades com a «altres inactius».

### Ingressos
El 2009 a Saint-Rémy-la-Vanne hi havia 354 unitats fiscals que integraven 971 persones, la mediana anual d'ingressos fiscals per persona era de 19.852 €.

### Activitats econòmiques
Dels 35 establiments que hi havia el 2007, 2 eren d'empreses extractives, 1 d'una empresa alimentària, 3 d'empreses de fabricació de material elèctric, 6 d'empreses de fabricació d'altres productes industrials, 7 d'empreses de construcció, 3 d'empreses de comerç i reparació d'automòbils, 2 d'empreses de transport, 1 d'una empresa d'hostatgeria i restauració, 2 d'empreses d'informació i comunicació, 1 d'una empresa immobiliària, 1 d'una empresa de serveis i 6 d'empreses classificades com a «altres activitats de serveis».
Dels 10 establiments de servei als particulars que hi havia el 2009, 2 eren tallers de reparació d'automòbils i de material agrícola, 1 paleta, 1 guixaire pintor, 1 fusteria, 3 lampisteries, 1 perruqueria i 1 restaurant.
L'any 2000 a Saint-Rémy-la-Vanne hi havia 7 explotacions agrícoles.

## Equipaments sanitaris i escolars
El 2009 hi havia 2 escoles elementals integrades dins de grups escolars amb les comunes properes formant escoles disperses.

## Poblacions més properes
El següent diagrama mostra les poblacions més properes.